# هایک شاهبازیان
هایک خاچاطوری شاهبازیان (ارمنی: Հայկ Խաչատուրի Շահբազյան؛  زادهٔ ۲۱ ژانویهٔ ۱۸۹۶ - درگذشته ۱۰ سپتامبر ۱۹۸۲) متخصص بهداشت، دانشمند، استاد اهل ارمنستان بود.

## زندگی‌نامه
وی در ۲ فوریه [سبک قدیمی: ۲۱ ژانویه] ۱۸۹۶ در ایغدیر به دنیا آمد و از دانشگاه پزشکی ملی الکساندر بوگامولتس فارغ‌التحصیل گشت. از سال ۱۹۵۷ عضو مکاتبه‌ای آکادمی علوم پزشکی اتحاد شوروی بود. همچنین برندهٔ جوایزی همچون نشان پرچم سرخ کار، نشان برجسته افتخار، چهره علمی و فناوری اوکراین شوروی شده است. وی در ۱۰ سپتامبر ۱۹۸۲ در سن ۸۶ سالگی در کی‌یف درگذشت و در آرامستان بیکووه به خاک سپرده شد.

## نگارخانه

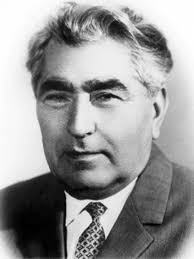
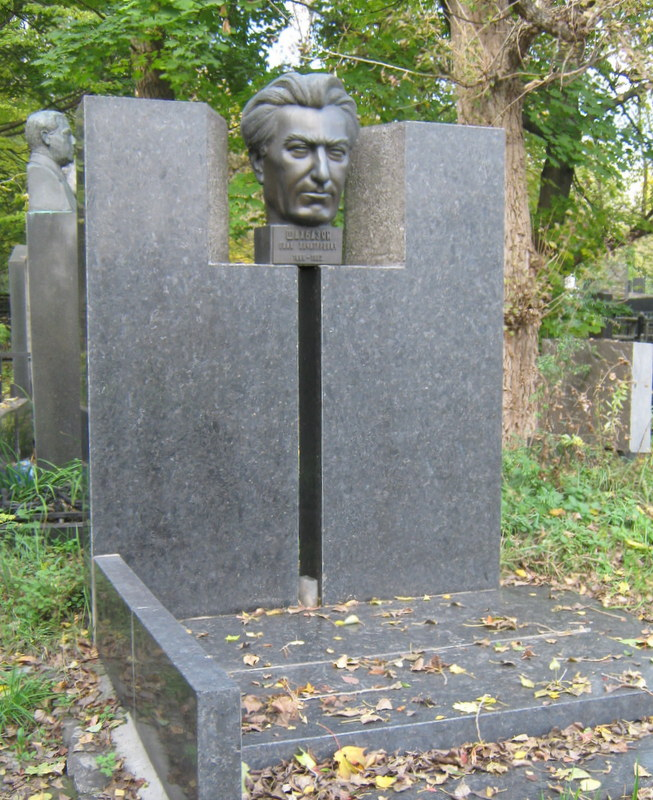
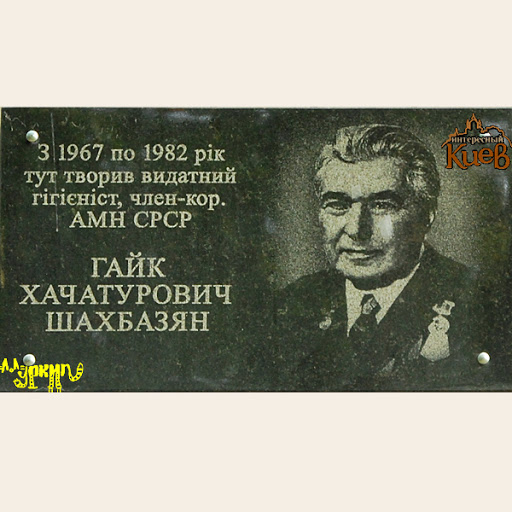

## یادداشت
1. ↑  հիգիենիստ/hygienist
2. ↑  Կիևի բժշկական համալսարան
3. ↑  Ուկրաինական ԽՍՀ գիտության և տեխնիկայի վաստակավոր գործիչ
4. ↑  Байково_кладбище